# Fontanafredda
Fontanafredda (furlansko Fontanefrede, Fontanafredha, dob. 'mrzli vodnjak/vodomet') je mesto in občina v Pokrajini Pordenone, v zgodovinski regiji Furlaniji. Leži v italijanski deželi Furlanija - Julijska krajina, na severovzhodu Italije. Ima 12.911 prebivalcev.

## Naselja
V občini je več naselij. Imena naselij v italijanščini in furlanščini:
- Bodegan
- Camolli / Cjamoi (lok. Cjamuoi)
- Casut / Cjasut
- Ceolini / I Ciolins (lok. I Thiolins)
- Fontanafredda / Fontanefrede (lok. Fontanafredha)
- Nave / La NâF
- Pieve / PlêF (lok. Pleif)
- Ranzano / Ranzan (lok. Randhan)
- Romano / Roman
- San Giorgio / San Zorç (lok. San Dorth)
- Talmasson (lok. Tamasson)
- Vigonovo / VinûF (lok. Vinouf)
- Villadolt / Viladolt